# 甘嘉·納亞爾
甘嘉·纳亚尔（1923年8月3日—2009年4月3日）是一位印裔马来西亚政治家。作为马来西亚工人党的创党主席，她是马来西亚第一位女性党首。她也是马来西亚第一位印裔女性民选议员。

## 政治生涯
她于1958年，即34岁时加入马来亚劳工党，并表示：“参与政治服务和不参与政治服务是不同的。从政时，你可以更积极地利用权力服务。没有政治，你就被动服务。这就是我从政的主要原因。”
在劳工党和社会主义阵线领导人因内安法令被逮捕而使党遭到重创后，她转而加入在1969年大选前成立的马来西亚民政运动党。
她崛起成为党的妇女组第一任主席。在1969年大选中，她在民政党旗帜下竞选双文丹州议席，该选区有近14,000选民。虽然她是民政党冼都支部主席，但在民政党与行动党谈判后，她被迫去双文丹参选。最终她成功赢下该议席，并成为马来西亚第一位印裔女性民选议员。
1974年她退党加入民主行动党，并于同年大选时首次竞选国会议席，即文良港国会议席，但最终落败。翌年，作为行动党白沙罗支部主席的她再次退党。随后，纳亚尔于1978年1月成立了马来西亚工人党，并担任主席一职。她也是该党1978年大选的唯一候选人，竞选新街场国会议席和双溪威州议席。她在这两个选区都落败了，且丧失按柜金。
此后马来西亚工人党迅速沉寂下来，成为典型的“蚊子党”。2009年4月3日，甘嘉·纳亚尔去世。2015年，马来西亚工人党被“新希望运动”接管，改名为国家诚信党。